# Aruba na Letnich Igrzyskach Olimpijskich 2004
Arubę na Letnich Igrzyskach Olimpijskich 2004 reprezentowało 4 zawodników, 3 mężczyzn i 1 kobieta.

## Skład kadry

### Lekkoatletyka
| Zawodnik        | Konkurencja   | Kwal. | Kwal. | Ćwierćfinał           | Ćwierćfinał           | Półfinał              | Półfinał              | Finał                 | Finał                 |
| Zawodnik        | Konkurencja   | Wynik | Poz.  | Wynik                 | Poz.                  | Wynik                 | Poz.                  | Wynik                 | Poz.                  |
| --------------- | ------------- | ----- | ----- | --------------------- | --------------------- | --------------------- | --------------------- | --------------------- | --------------------- |
| Pierre de Windt | bieg na 100 m | 11.02 | 68    | → Nie awansował dalej | → Nie awansował dalej | → Nie awansował dalej | → Nie awansował dalej | → Nie awansował dalej | → Nie awansował dalej |

### Pływanie
| Zawodnik          | Konkurencje             | Kwal. | Kwal. | Półfinał               | Półfinał               | Finał                  | Finał                  |
| Zawodnik          | Konkurencje             | Wynik | Poz.  | Wynik                  | Poz.                   | Wynik                  | Poz.                   |
| ----------------- | ----------------------- | ----- | ----- | ---------------------- | ---------------------- | ---------------------- | ---------------------- |
| Davy Bisslik      | 100 m stylem motylkowym | 57.85 | 56    | → Nie awansował dalej  | → Nie awansował dalej  | → Nie awansował dalej  | → Nie awansował dalej  |
| Roshendra Vrolijk | 50 m stylem dowolnym    | 28.43 | 49    | → Nie awansowała dalej | → Nie awansowała dalej | → Nie awansowała dalej | → Nie awansowała dalej |

### Podnoszenie ciężarów
| Zawodnik    | Konkurencja | Rwanie | Rwanie  | Podrzut | Podrzut | Łącznie | Miejsce |
| Zawodnik    | Konkurencja | Wynik  | Miejsce | Wynik   | Miejsce | Łącznie | Miejsce |
| ----------- | ----------- | ------ | ------- | ------- | ------- | ------- | ------- |
| Junior Faro | -95 kg      | 140.0  | 22      | 167.5   | 19      | 307.5   | 19      |